# 怒りの要塞
『怒りの要塞』（いかりのようさい）は、K.K.DCE（デーシーイー）が開発、ジャレコから販売されたアクションシューティングゲーム、及びそのシリーズの名称である。ゲームボーイで2作品、スーパーファミコンで1作品が発売されている。

## 怒りの要塞
シリーズ1作目。1991年2月26日にゲームボーイ用ソフトとして発売。日本国外でのタイトルは『Fortified Zone』。

### ゲーム内容

#### システム
トップビュー型で、上下左右の4方向に移動、攻撃可能なアクションシューティングゲーム。FIELD、JUNGLE、CAVE、FORTRESSの4つのステージを進む。操作するキャラクターを切り替えながらステージ内を探索し、最奥部にいるボスを倒すとステージクリアとなる。オートマッピングが搭載されており、一度通った事のある場所は自動的にマップに記載される。開かないドアは、敵を全滅させる、入手したカギを使うなどすると開き、先に進む事ができる。また、パスワードを使うことで任意のステージから始める事も可能。その他、通信ケーブルを使うことで2人同時プレイをすることができる。2人同時プレイの時は、ストックしたアイテムを2人の間で受け渡しすることが可能。なお、3DS版バーチャルコンソールでは、2人同時プレイをする事は出来なくなっている。

#### アイテム
本作に登場するアイテムを記述する。
パワーアップアイテム
パワーアップアイテムは2人とも使用可能で、取った方のみ、その効果が適用される。
- パワーUP - 「P」の文字が書かれている。取ると通常攻撃の威力が2倍になる。
- 射程距離変化 - 「S」の文字が書かれている。取ると通常攻撃の射程が伸びる。
- 体力値UP - 「UP」の文字が書かれている。取ると体力の最大値が1目盛UPする。また、同時に体力が全回復する。

MASATO用特殊武器
特殊武器はMASATOのみが使うことができ、MIZUKIは取ることができない。なお、特殊武器には弾数が設定されており、弾を使いきると使う事が出来なくなる。
- マシンガン - 「V」の文字が書かれている。前方に3連弾を発射する。
- 3-WAY - 「3」の文字が書かれている。前方、左斜め前、右斜め前の3方向に弾を発射する。連射は出来ない。
- 手榴弾 - 前方に投げつけ、爆風で敵を攻撃する。3-WAYと同じく連射は出来ず、1発ずつしか投げられない。
- 火炎放射器 - 「F」の文字が書かれている。炎を発射して敵を攻撃する。一発当たりの威力は低いが、ボタン押しっぱなしでずっとダメージを与えられる上、射程も長い。また、障害物を貫通して敵にダメージを与える事も可能。
- 名称不明 - 「H」の文字が書かれている。最終ステージのある中型敵が落とす。前方に弾を発射して攻撃する。見た目は通常攻撃の弾とあまり変わりは無く、また1発ずつしか弾が撃てないが、1発当たりの威力は高い。アイテムの中では唯一、説明書に記述が無い。

ストック可能アイテム
- 薬 - 体力を上限まで回復させる。体力が満タンの時に会得すると、最大8個までストックさせる事が出来る。薬をストックしている状態でキャラクターの体力が無くなると、自動的に薬を使い体力が全回復する。また、片方のキャラクターの体力が尽きている状態で、もう片方のキャラクターの体力が満タンの状態で薬を取ると、そのキャラクターを復活させることが出来る。なお、2人同時プレイの際は倒れている相手に薬を使うことで、相手を復活させる事ができる。
- カギ - 白いドアを開けることが出来る。手に入れるとストックされ、白いドアに触れると使用される。
- 特殊武器弾丸 - 特殊武器の弾をMAXまで回復させる。特殊武器の弾数がMAXの時に会得するとストックすることができ、特殊武器の弾が切れた際に自動的に使用して弾数をMAXまで回復させる。

#### 地形
- トゲ - トゲの床。触れるとダメージを受ける。MIZUKIのジャンプで飛び越すことが出来る。
- 穴 - 落ちると下の階に着く。落ちてもダメージは受けない。トゲと同じくMIZUKIのジャンプで飛び越すことが出来る。なお、わざと下に落ちないと先に進む事ができない場所も存在する。
- コンベアー - 立っていると自動的にキャラクターが流されていく。トゲとセットになっている箇所も多い。

### ストーリー
敵陣の重要拠点に巨大要塞が完成、しかもその中で強力な秘密兵器が開発されているという。これを破壊するため、マサト・カンザキとミズキ・マキムラの2人の秘密工作員を要塞内に進入させ、内部から破壊するという作戦が立てられ、実行に移させた。

### プレイヤーキャラクター
プレイヤーキャラクターはステージ中、任意に切り替えることが可能。また、体力も個別に用意されており、キャラクターの体力が尽きると前述の薬を入手するまで、そのキャラクターを使う事が出来なくなる。両方のキャラクターの体力が尽きるとゲームオーバーとなる。
MASATO KANZAKI（マサト・カンザキ）
男性キャラクター。重火器の扱いに長けており、1人で1戦車大隊を壊滅させたという経歴を持っている。動きは遅いが、ゲーム中に手に入る様々な特殊武器を使う事が可能。また、通常攻撃の発射弾数もMIZUKIよりも多い。
MIZUKI MAKIMURA（ミズキ・マキムラ）
女性キャラクター。素早い身のこなしを持ち、また情報処理能力にも優れた才能を持つ。MASATOと違い、特殊武器を扱えず、通常武器も画面内に2発までしか撃てないが、MASATOよりも動きが素早く、またジャンプすることも可能。ジャンプを使うことで、ステージ内のトゲや穴を飛び越えることが出来る。

### 他機種版
| No. | タイトル                  | 発売日                     | 対応機種        | 開発元  | 発売元     | メディア                            | 型式 | 売上本数 | 備考 |
| --- | ------------------------- | -------------------------- | --------------- | ------- | ---------- | ----------------------------------- | ---- | -------- | ---- |
| 1   | 怒りの要塞 Fortified Zone | 2011年6月15日 2011年7月7日 | ニンテンドー3DS | K.K.DCE | ハムスター | ダウンロード (バーチャルコンソール) | -    | -        |      |

### スタッフ
- メイン・ディレクター：面谷知志
- サブ・ディレクター：EBIO KANA
- 音楽：HONEY TAWADA（多和田吏）
- デザイナー：AIZAWA BUGLIN、田山まみこ
- プログラマー：Junmind '90 市笹名ややや、ほんだもとこ、HAPPY BIRTHDAY JUN2、猪ヶ倉康雄

### 評価
- ゲーム誌『ファミコン通信』の「クロスレビュー」では、合計23点となっている[6]。

- ゲーム誌『ファミリーコンピュータMagazine』の読者投票による「ゲーム通信簿」での評価は以下の通りとなっており、18.54点（満30点）となっている[1]。

| 項目 | キャラクタ | 音楽 | 操作性 | 熱中度 | お買得度 | オリジナリティ | 総合  |
| 得点 | 2.97       | 3.17 | 3.00   | 3.33   | 3.15     | 2.92           | 18.54 |

## 怒りの要塞2
シリーズ2作目。1992年2月21日に発売。

### 概要
システムは基本的に前作と同じだが、様々な点が変更されている。LABORATORY、FACTORY、SHELTER、FORTRESSの4つのステージを進む。前作と同じく2人同時プレイが可能。ストーリーは前作の作戦を成功させたMASATOとMIZUKIに、"敵が開発中の最終兵器を破壊せよ"という新たな任務が命じられた、というもの。なお、前述のようにプレイヤーキャラクターは前作と同じMASATOとMIZUKIなのだが、外箱や説明書の2人のイラストのタッチは前作とは大きく異なっている。

### ゲーム内容

#### 前作からの変更点
- 移動、攻撃方向が前作の上下左右の4方向から、斜めが加えられ8方向への移動、攻撃が可能となった。
- 特殊武器の廃止。それにともない特殊武器アイテムも廃止された。その代わり、両キャラクターともセレクトボタンで武器を切り替えられるようになった。
- 弾数が廃止され、制限無く弾を発射することが可能となった。また、それにともない特殊武器弾丸も無くなった。
- パワーアップアイテムの廃止。キャラクターの体力はキャラクター別に固定されている。
- 薬をストックすることが出来なくなった。
- 前作ではステージをクリアしても体力は回復しなかったが、本作ではステージをクリアすると体力が全回復するようになった。
- 前作ではキャラクターの体力が尽きた場合、片方のキャラクターで薬を入手するとそのキャラクターは復活したが、本作ではそれが出来なくなっている。キャラクターを復活させるには、そのステージをクリアしなくてはならない。
- 2人同時プレイの際、2人の間でアイテムの受け渡しをすることが出来なくなった。
- 2人同時プレイの際、どちらか一方の体力が尽きると、ゲームオーバーとなってしまう。

#### 武器およびアイテム
武器
本作に登場する武器を記述する。武器はセレクトボタンを押すことで、任意に切り替えることが可能。
- マシンガン - 連射スピードは全武器中、最も速い。ボタンを押しっぱなしにすることでオート連射が可能。
- 3-WAY - 前方、左斜め前、右斜め前の3方向に弾を発射するショットガン。連射は出来るがオート連射はついていない。
- グレネード - いわゆるグレネードランチャー。連射ができず、一度に1発しか発射できないが、威力は高く爆発で広範囲を攻撃できる。また、障害物越しに敵を攻撃することができ、そのほかにも特定の壁や床を破壊することが可能。なお、あくまで爆発で敵を攻撃するため、弾が敵に直撃しても、当たり所が悪いと大したダメージが与えられない事がある。

アイテム
本作に登場するアイテムを記述する。
- カギ - 特定の扉を開けるのに使う。手に入れるとストックされ、特定の扉に触れると使用される。
- 薬 - 体力を全回復させる。取ったキャラクターにしか適用されない。また、前作とは違いストックする事が出来ない。

#### 地形
本作に登場する地形を記述する。
- トゲ - トゲの床。触れるとダメージを受ける。MIZUKIのジャンプで飛び越すことが出来る。
- 穴 - 落ちると下の階に着く。落ちてもダメージは受けない。トゲと同じくMIZUKIのジャンプで飛び越すことが出来る。前作と同じくわざと下に落ちないと先に進む事ができない場所がある他、グレネードで床を壊す事によって現れる穴も存在する。
- コンベアー - 立っていると自動的にキャラクターが流されていく。トゲや穴とセットになっている箇所も多い。

### プレイヤーキャラクター
前作と同様にプレイヤーキャラクターはステージ中、任意に切り替えることが可能。
MASATO KANZAKI（マサト・カンザキ）
前作に引き続き登場。MIZUKIに比べ動きが遅くジャンプも出来ないが、体力が多く打たれ強い。
MIZUKI MAKIMURA（ミズキ・マキムラ）
MASATOと同じく前作から引き続き登場。MASATOに比べ動きが素早く、ジャンプすることも可能。また、前作と違いMASATO同様、様々な武器を扱えるが、MASATOよりも体力が低い。

### 他機種版
| No. | タイトル    | 発売日        | 対応機種        | 開発元   | 発売元     | メディア                            | 型式 | 売上本数 | 備考 |
| --- | ----------- | ------------- | --------------- | -------- | ---------- | ----------------------------------- | ---- | -------- | ---- |
| 1   | 怒りの要塞2 | 2012年1月11日 | ニンテンドー3DS | ジャレコ | ハムスター | ダウンロード (バーチャルコンソール) | -    | -        |      |

### スタッフ
- ゲーム・デザイン：I L♡VE SABUROKKUN、面谷知志、やまざきゆうすけ、MAP MUZUI?
- プログラム：HAPPY BIRTHDAY JUN2、D.S.C GOLD132 いがくらやすお（猪ヶ倉康雄）、YUTAKA・SCN・SAKASHITA（坂下豊）
- グラフィック：CATTY.N♡15、ROMANCING STORY OF CYNTHIA J.M LAN（松田信）、NEKOMATA CG AXZKEI、わたなべなおゆき
- サウンド：鈴木康行、KYOBAKA SANGOU

### 評価
- ゲーム誌『ファミコン通信』の「クロスレビュー」では、合計21点となっている[11]。

- ゲーム誌『ファミリーコンピュータMagazine』の読者投票による「ゲーム通信簿」での評価は以下の通りとなっており、18.6点（満30点）となっている[12]。

| 項目 | キャラクタ | 音楽 | お買得度 | 操作性 | 熱中度 | オリジナリティ | 総合 |
| 得点 | 3.2        | 3.0  | 2.9      | 3.3    | 3.3    | 2.9            | 18.6 |

## 怒りの要塞 (SFC)
シリーズ3作目。1993年4月23日に発売。

### 概要
本作ではプラットフォームをスーパーファミコンに変更しての発売となっている。日本国外でのタイトルは『Operation Logic Bomb』。なお、『怒りの要塞 (SFC)』というのは便宜上の名前で、正式な名称はGB版の第1作目と同じく『怒りの要塞』である。2012年10月30日からはプロジェクトEGGでも配信されている。

### ゲーム内容

#### システム
基本的な内容はGB版のシリーズと変わらないが、本作では新たにLもしくはRボタンを押すことで自機の向きを固定する事ができるようになっている。これにより、特定の方向を向いたまま自機を自由に動かすことが可能になった。また、GB版の第1作目にあった特殊武器（本作の説明書では特殊兵器という記述がなされている）が本作で復活した。なお、プレイヤーキャラクターはGB版のシリーズのMASATOとMIZUKIではなく、HIROという新しいキャラクターになっている。また、敵も人間ではなく、亜空間から来た亜空間生物となっている。なお、プレイヤーキャラクターが1人となった事により、キャラクター切り替えは廃止され、2人同時プレイも削除されている。また、カギや薬といったアイテム、トゲや穴といった地形、パスワードといったものも無くなっている。ライフが尽きてゲームオーバーになっても、3回までコンティニュー出来る。

#### 武器
本作に登場する武器を記述する。本作では、通常兵器、特殊兵器とも使用数制限はない。
通常兵器
通常兵器はAボタンで武器を選択し、Bボタンで武器を使用する。なお、全ての通常兵器はボタン押しっぱなしでオート連射ができる。
- マシンガン（STRAIGHT ARROW） - 初期装備。前方に切れ目無く弾を発射する。
- 3-WAY（SPREAD EAGLE） - 初期装備。3方向に弾を発射する。連射速度はマシンガンよりも劣る。
- 反射レーザー（R-LASER） - ゲームの途中で入手できる。壁などの障害物に当たると反射し、敵の死角から攻撃を加えることが出来るレーザーを発射する。威力はマシンガンと大差ない。
- 火炎放射器（FIREBUG） - ゲームの途中で入手できる。射程は短いが威力は通常兵器の中で最も高い。斜め方向から障害物に当てると障害物に沿って炎が進み、敵の死角から攻撃を加える事が可能。ただし、一部の敵には効果がない。
- ミサイル（MISSILE） - ゲームの途中で入手できる。他の武器と違い、入手しなくてもゲームがクリアできる、いわゆる隠し武器。敵をホーミングするミサイルを発射する。威力も高め。

特殊兵器
特殊兵器はXボタンで武器を選択し、Yボタンで武器を使用する。
- 指向性地雷（CLAYMORE） - ゲームの途中で入手できる、いわゆるクレイモア地雷。設置して一定時間後に、設置した時にHIROの向いていた方向に向かって爆発を起こす。全武器の中で最も威力が高い。
- デコイ（DECOY） - ゲームの途中で入手できる。一定時間、HIROのホログラムを映し出して敵を引き付ける事が出来る。

#### 装置
- 空間転移装置 - こちらの世界と亜空間との接点を作り出す装置。亜空間生物達が転送機開発スタッフに無理やり作らせたもの。性能的には不充分らしく、一定地域をまばらにしか転移できない[15]。この装置を破壊する事で、「亜空間接点」と呼ばれる水色のハニカム模様の地帯が装置のあったエリアから消滅し、また、装置を破壊する事でエリアにいる敵も全滅する。敵を倒す事と共に、この装置を破壊し敵空間と化した世界を修復していく事がゲームの目的となっている[16]。
- コンソール - 研究所内の実験内容を記録するため、各所に設置されている記録装置の端末[15]。ランプが点灯しているものを調べる事で、そのエリアのマップを入手、ライフの回復、コンソールに記録されていた映像を見る、といったことが出来る。敵を全滅させるといった行動をとることで、機能が回復するコンソールも存在する。
- 転送機 - 近距離物質転送機。研究所内の移動手段として実験的に使用されていた[15]。点灯している物の上に乗ることで、エリア間の移動を行うことが出来る。空間転移装置を破壊するといった行動をとることで、機能が回復する転送機も存在する。
- 名称不明 - ゲーム終盤に登場するアイテム。入手することでHIROの色が変わり、敵空間である亜空間へ移動する事が出来るようになる。

### ストーリー
近年、急速な進歩をとげた次元物理学は、その結晶ともいえる「物質転送」理論を確立するに至った。「物質転送」の実験には莫大な経費と広大な敷地が必要だったために、研究は国家単位で行われ、機密の漏洩を恐れるかの如く研究施設は岩山に隠れるように建設された。
しかし、研究が進み実用化も目前となったある日、施設から急に連絡が途絶えてしまう。国防軍は直ちに精鋭の調査部隊を派遣したが、"施設に到着した"という連絡を最後にその部隊は消息を絶ち、さらに上空の偵察機も謎の光点が広がっていく映像を最後に撃墜されてしまう。
事態を重く見た国防軍は会議によって、1人の戦士を派遣する事を決定した。コードネーム、"HIRO"。強化手術によって高度な戦闘能力と情報解析能力をもった国防軍最強の戦士である。
研究施設は静まり返り、見る者に不気味な要塞のイメージを与えている。施設におきた異変の謎を解くため、HIROは研究施設内へと進んでいった。

### プレイヤーキャラクター
HIRO
本作の主人公。"HIRO"という名前はコードネームである。もともと優秀な兵士であったが、強化手術を受けた事によって、人間の限界を遥かに超えた能力を持つ戦士となった。赤い耐弾耐熱スーツに身を包んでいる。また、神経系統も電脳化されており、施設内のコンソールに直接アクセスして、様々な情報を収集、分析することが可能である。

### 他機種版
| No. | タイトル                                                | 発売日         | 対応機種                   | 開発元   | 発売元             | メディア                       | 型式 | 売上本数 | 備考 |
| --- | ------------------------------------------------------- | -------------- | -------------------------- | -------- | ------------------ | ------------------------------ | ---- | -------- | ---- |
| 1   | 怒りの要塞                                              | 2012年10月30日 | Windows                    | K.K.DCE  | D4エンタープライズ | ダウンロード (プロジェクトEGG) | -    | -        |      |
| 2   | 16ビットコレクション ジャレコ Vol.1                     | 2017年9月30日  | レトロデュオ （SFC互換機） | ジャレコ | JNNEX              | ロムカセット                   | -    | -        |      |
| 3   | Super Nintendo Entertainment System - Nintendo Classics | 2020年5月20日  | Nintendo Switch            | 任天堂   | 任天堂             | ダウンロード                   | -    | -        |      |

### スタッフ
- 企画・制作進行：面谷知志、風穴尚紀、笹原太郎
- プログラム：猪ヶ倉康雄、坂下豊
- グラフィック：渡部輝彦、面谷知志、渡辺忠彦、志村正義、松田信
- 音楽・効果音：鈴木康行
- 製作：K.K.DCE
- 販売：ジャレコ

### 評価
- ゲーム誌『ファミコン通信』の「クロスレビュー」では、6・4・6・7の合計23点となっている[22]。

- ゲーム誌『ファミリーコンピュータMagazine』の読者投票による「ゲーム通信簿」での評価は以下の通りとなっており、18.19点（満30点）となっている[13]。この得点はスーパーファミコン全ソフトの中で274位（323本中、1993年時点）となっている[13]。

| 項目 | キャラクタ | 音楽 | 操作性 | 熱中度 | お買得度 | オリジナリティ | 総合  |
| 得点 | 3.13       | 3.07 | 3.27   | 3.27   | 2.79     | 2.68           | 18.19 |